# 危機熱線 (電影)
《危機熱線》（英語：Crisis Hotline: Veterans Press 1） 是一部2013年關於退伍軍人危機熱線的紀錄片，由愛倫·古森伯格·肯特執導，達娜·佩里製作。本片獲得了第87屆奧斯卡金像獎最佳紀錄短片。

## 劇情
本片聚焦於紐約州卡南代瓜市美國退伍軍人事務部自殺熱線部門中任職的員工。長達40分鐘的紀錄片顯示出這份工作對於員工們 (其中許多人是退伍軍人、原服役人員或軍人家屬)所造成的情感壓力，以及他們在危機時刻對於退伍軍人所展現出的深切同情及奉獻精神。

## 獎項與提名
| 獎項               | 獎項         | 獎項 |
| 獎項               | 類別         | 結果 |
| ------------------ | ------------ | ---- |
| 第87屆奥斯卡金像奖 | 最佳紀錄短片 | 獲獎 |

## 外部連結
- HBO上《危機熱線 （页面存档备份，存于）》的資料
- 互联网电影数据库（IMDb）上《危機熱線》的资料（英文）